# Boross Lajos (prímás)

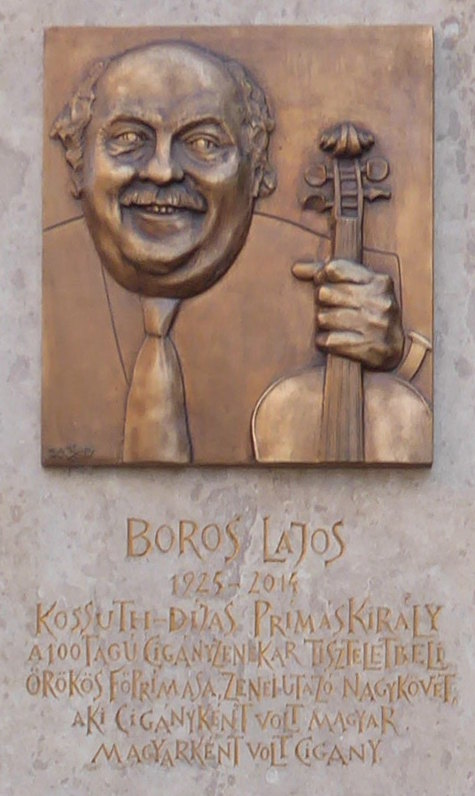
Emléktáblája Budapest VIII. kerületében, a Muzsikus cigányok parkjában

Boross Lajos más néven Boros Lajos (Budapest, 1925. január 7. – Budapest, 2014. július 8.) Kossuth-díjas prímás, a 100 Tagú Cigányzenekar örökös, tiszteletbeli főprímása; a „prímáskirály”.

## Élete
Ötévesen kezdett hegedülni, édesapjától, Boross Gézától és a kor híres prímásától, Rácz Lászlótól tanult. 1938 és 1940 között az Öreg Rajkók zenekarban muzsikált, majd 1942-ig a Zeneakadémián Zathureczky Edétől tanult. Első zenekarát 17 évesen alapította a Trombitás étteremben, majd 1950-ig budapesti éttermekben, kávéházakban játszott, számos filmben is szerepelt. Az 1950-ben megalakuló Magyar Állami Népi Együttes vezető prímásának kérték fel, mely együttessel számos sikert aratott bel- és külföldön egyaránt. A 60-as és 70-es években szállodákban, éttermekben muzsikált és ekkorra már példaképpé vált a muzsikusok közt. 1972-ben a Halászbástya étteremben találkozott Yehudi Menuhin világhírű hegedűművésszel, aki közös muzsikálásra kérte fel, mivel elbűvölte Boross játéka (később Az ember zenéje című könyvében is méltatta a prímást). Külföldi fellépésein is sikert aratott, a budai Margitkert vendéglőben sok-sok külföldi vendég megfordult, hogy hallhassák játékát.
1985-ben az Átriumban megrendezett cigánybálon a prímások királyává választották, majd az ugyanebben az évben megalakuló 100 Tagú Cigányzenekar főprímása lett. Bár 1998-ban egészségügyi okokból feladta zenekari tagságát, a zenekar örökös, tiszteletbeli főprímásának választották.
Boross Lajos számtalan film-, rádió- és hanglemezfelvételen szerepelt.

## Hang és kép
- Éjjeli zene című film – Boross Lajos 18 éves
- Boross Lajos és Yehudi Menuhin
- Boross Lajos és zenekara muzsikál

## Díjai, kitüntetései
- 1951: Népköztársaság aranyérem
- 1951: Berlin, VIT-díj első helyezés
- 1953: VIT-díj első helyezés
- 1954: Munka Érdemrend arany fokozat
- 1954: A Népművészet Mestere díj
- 2000: A Magyar Köztársasági Érdemrend kiskeresztje
- 2006: Kossuth-díj